# Tiszta Tudat Sztúpa
A Tiszta Tudat sztúpa a magyarországi buddhizmus egyik fontos építménye Budapesten a Tan Kapuja Buddhista Főiskola területén, amelyet Mireisz László a Tan Kapuja Buddhista Egyház elnöke és Cser Zoltán az egyház igazgatója avatott fel 2019. május 18-án. Az építmény felszentelése, az ereklyék elhelyezése, a megszentelése és a felavatása között pár hónap telt el. Ez lett a főváros első szabadon látogatható sztúpája.
A sztúpa megszentelésén szertartást tartottak a gandan kolostor szerzetesei, akik a mongol buddhizmusról szóló budapesti konferencián vettek részt.

### Külső hivatkozások
- A sztúpa oldala az egyház hivatalos oldalán.